# Verkehrsbetriebe Karlsruhe

Historisches Logo der Verkehrsbetriebe Karlsruhe

Die Verkehrsbetriebe Karlsruhe GmbH (VBK) sind das kommunale Verkehrsunternehmen der baden-württembergischen Stadt Karlsruhe. Sie betreiben das Straßenbahn- und Omnibusnetz und im Auftrag der Albtal-Verkehrs-Gesellschaft (AVG) eine Stadtbahnlinie.
Durch Ausbau des Straßenbahnnetzes in der Zeit nach dem Zweiten Weltkrieg haben die Verkehrsbetriebe Karlsruhe ein viel frequentiertes Nahverkehrsangebot entwickelt. Die VBK gehören zu 100 Prozent der Karlsruher Versorgungs-, Verkehrs- und Hafen GmbH (KVVH), die wiederum zu 100 Prozent der Stadt Karlsruhe gehört.

## Geschichte
Der erste Vorläufer der Verkehrsbetriebe war die 1894 von der AEG gegründete Karlsruher Straßenbahn-Gesellschaft, die sich zum Ziel setzte, die bereits seit 1877 bestehende Pferdebahnstrecke in einen elektrischen Straßenbahnbetrieb umzuwandeln.
Die Bedeutung der Straßenbahn für die städtische Entwicklung veranlasste die Stadt Karlsruhe, den Straßenbahnbetrieb im Jahr 1903 von der AEG zu erwerben und fortan als städtischen Eigenbetrieb weiterzuführen. Durch den gegenüber dem Pferde- und Dampfbetrieb beschleunigten Verkehr und der Ausweitung des Netzes stiegen die Fahrgastzahlen rasch an. So wurden im Jahr 1901 bereits 6,8 Millionen Fahrgäste gezählt, bis 1912 war die Zahl von 15,9 Millionen Passagieren erreicht.
Nach dem Zweiten Weltkrieg wurde das inzwischen als Städtische Straßenbahngesellschaft Karlsruhe benannte Unternehmen in die Verkehrsbetriebe Karlsruhe umbenannt und somit dem Betrieb von Buslinien und weiteren Verkehrsmitteln Tribut gezollt.
Mit der Gründung des Karlsruher Verkehrsverbundes (KVV) konnte 1994 ein einheitliches Tarifsystem eingerichtet werden. 1997 wurden die Verkehrsbetriebe Karlsruhe in eine GmbH umgewandelt, zuvor waren sie ein den Stadtwerken angegliederter stadteigener Betrieb.
1996 wurden im Straßenbahnbereich bereits 66 Millionen Fahrgäste von den VBK befördert, auf den städtischen Buslinien weitere zehn Millionen. Inzwischen befördern Bus und Straßenbahn jährlich über 100 Millionen Passagiere.

## Linien

### Straßenbahnverkehr
Die VBK betreiben mit der Straßenbahn Karlsruhe insgesamt sechs Straßenbahnlinien. Alle Linien fahren tagsüber an Werktagen im 10-Minuten-Takt (Linie 8 einzelne Schülerfahrten).
Straßenbahnnetz, Stand 2024:
| Linie | Linienweg |
| ----- | --- |
| 1     | Durlach Turmberg – Auer Straße – Tullastraße/Verkehrsbetriebe – Durlacher Tor – Kronenplatz – Marktplatz (Kaiserstr.) – Europaplatz/Postgalerie – Mühlburger Tor – Neureut-Heide |
| 2     | Wolfartsweier Nord – Auer Straße – Tullastraße/Verkehrsbetriebe – Durlacher Tor – Kronenplatz – Marktplatz (Pyramide) – Ettlinger Tor – Kongresszentrum – Augartenstraße – Hauptbahnhof – Ebertstraße – ZKM – Mathystraße – Karlstor – Europaplatz/Postgalerie – Mühlburger Tor – Yorckstraße – Moltkestraße/Städtisches Klinikum – Siemensallee – Knielingen Nord |
| 3     | Rintheim – Hauptfriedhof – Durlacher Tor – Kronenplatz – Rüppurrer Tor – Tivoli – Hauptbahnhof – Ebertstraße – Mathystraße – Karlstor – Europaplatz/Postgalerie – Mühlburger Tor – Yorckstraße – Entenfang – Eckenerstraße – Waidweg – Rappenwört |
| 4     | Waldstadt-Europäische Schule – Jägerhaus – Hirtenweg/Technologiepark – Hauptfriedhof – Durlacher Tor – Rüppurrer Tor – Ettlinger Tor – Karlstor – Europaplatz/Postgalerie – Mühlburger Tor – Schillerstraße – Weinbrennerplatz – Oberreut-Badeniaplatz |
| 5     | Durlach Bahnhof – Tullastraße/Verkehrsbetriebe – Schloss Gottesaue/Hochschule für Musik – Ostendstraße – Rüppurrer Tor – Ettlinger Tor – Karlstor – Mathystraße – Weinbrennerplatz – Entenfang – Rheinhafen |
| 8     | Wolfartsweier Nord – Auer Straße – Durlach Turmberg |

### Stadtbahnverkehr
Die VBK betreiben neben den Straßenbahnlinien zusätzlich auch die Karlsruher Stadtbahnlinie S2 im Auftrag der Albtal-Verkehrs-Gesellschaft. Die AVG ist Eigentümer der Abschnitte Rheinstrandsiedlung – Rheinstetten und Sinsheimer Straße – Stutensee, der Betrieb wird aber von der VBK durchgeführt. Die Stadtbahnlinie S2 fährt im Stadtbereich (Rheinstrandsiedlung <> Reitschulschlag) tagsüber im 10-Minuten-Takt. Außerhalb des Stadtgebiets wird tagsüber mindestens ein 20-Minuten-Takt angeboten. Trotz ihrer Bezeichnung mit einem S wird sie ausschließlich nach BOStrab gefahren. Außerdem verkehren im Karlsruher Straßenbahnnetz nach dem Karlsruher Modell weitere Stadtbahnlinien der AVG in Kooperation mit den Verkehrsbetrieben Karlsruhe.
| Linie | Linienweg                                                        |
| ----- | ---------------------------------------------------------------- |
| S 2   | Rheinstetten – Messe Karlsruhe – Karlsruhe – Blankenloch – Spöck |

### Omnibusverkehr
Als Ergänzung des Straßenbahnverkehrs betreiben die Verkehrsbetriebe seit 1911 Omnibuslinien, zum Teil mit eigenen Fahrzeugen, zum Teil durch Subunternehmer. Die erste Linie zwischen Mühlburg und Daxlanden wurde am 30. Dezember 1911 eröffnet und verkehrte wegen eines zu hohen Betriebsdefizits nur drei Monate lang. Erst 1926 wurde ein weiterer Omnibusverkehr nach Rüppurr in Betrieb genommen, der bis 1931 bestand. Die erste Buslinie, die noch heute existiert, ist die 1928 eröffnete Verbindung zur Weiherfeldsiedlung. Weitere Buslinien wurden in den nächsten Jahrzehnten als Ergänzung des Straßenbahnnetzes eingerichtet. Heute besteht das Omnibusnetz aus 23 Linien, die als Zubringer zum Straßenbahn- und Stadtbahnnetz organisiert sind.
| Linie            | Linienweg                                                                                                   | Bemerkung | Takt                                                                                              |
| ---------------- | --- | --- | ------------------------------------------------------------------------------------------------- |
| 21               | Durlach Turmberg – Grötzingen Nord                                                                          | Weiterfahrt als Linie 23 nach Stupferich                                                                             | 20′                                                                                               |
| 22               | Durlach Turmberg – Grötzingen Süd – Rathaus – Bahnhof                                                       | Nicht an Sonn- und Feiertagen                                                                                        | 20′                                                                                               |
| 23               | Stupferich – Thomashof – Durlach Turmberg                                                                   | Weiterfahrt als Linie 21 nach Grötzingen Nord.                                                                       | 20′                                                                                               |
| 24               | Durlach Turmberg – Zündhütle – Bergwald – Hohenwettersbach                                                  | | 20′                                                                                               |
| 26               | Durlach Turmberg – Geigersberg                                                                              | | 20′                                                                                               |
| 27               | Zündhütle – Wolfartsweier – Grünwettersbach – Palmbach (– Waldbronn)                                        | ein Fahrtenpaar verkehrt ab Palmbach nach Waldbronn.                                                                 | Schülerverkehr                                                                                    |
| 29               | Durlach Turmberg – Talstation Turmbergbahn                                                                  | Nur an Sonn- und Feiertagen                                                                                          | 60′                                                                                               |
| 30               | Durlacher Tor – Elbinger Straße (– Europäische Schule)                                                      | Zur Europäischen Schule zwei Fahrten                                                                                 | 20′ (HVZ: 15′)                                                                                    |
| 31               | Waldstadt – Hagsfeld – Storrenacker – Durlach Turmberg – Durlach Bahnhof                                    | Weiterfahrt als Linie 42. Samstags ALT-Verkehr zwischen Waldstadt und Hagsfeld; an Sonn- und Feiertagen kein Verkehr | 20′                                                                                               |
| 31X              | Storrenacker – Durlach Bahnhof (Schnellbus über A5)                                                         | Nur montags–freitags in Lastrichtung                                                                                 | 20′ (HVZ)                                                                                         |
| 32               | Fächerbad – Hagsfeld – Neue Wiesen – Storrenacker – Roßweid                                                 | Storrenacker – Roßweid nur montags–freitags, im Spät- und Wochenendverkehr nur zwischen Fächerbad und Hagsfeld Nord  | 20′ (30′)                                                                                         |
| 39 (KIT-Shuttle) | KIT-Campus Süd – KIT-Campus Ost – KIT-Campus Nord                                                           | Nur für Bedienstete und Studenten des KIT – Einsatz von Wasserstoffbussen                                            | 30′                                                                                               |
| 42               | Durlach Bahnhof – Killisfeld – Industriegebiet – Gottesauer Platz                                           | Nur montags–freitags; Spät- und Wochenendverkehr ALT-Verkehr zwischen Durlach Bahnhof und Killisfeld                 | 20′                                                                                               |
| 44               | Hauptbahnhof – Killisfeld – Zündhütle – Hohenwettersbach – Bergwald                                         | Killisfeld wird nur in Lastrichtung in Bezug auf den Hauptbahnhof bedient.                                           | 20′ (nur HVZ)                                                                                     |
| 47               | Stupferich – Palmbach – Grünwettersbach – Wolfartsweier – Zündhütle – Hauptbahnhof                          | Montags–freitags am Hauptbahnhof verknüpft mit Linie 55, 10-Min-Takt nur zwischen Zündhütle und Palmbach             | 20′ (HVZ: 10′)                                                                                    |
| 47A              | Waldbronn – Palmbach – Grünwettersbach – Wolfartsweier – Zündhütle                                          | Montags–Freitags | (HVZ: Ergänzung L47)                                                                              |
| 50               | Hauptbahnhof – Beiertheim – Bulach – Eugen-Geck-Straße                                                      | Montags–sonntags | 20′ (HVZ: Morgens Richtung Hbf 10', HVZ: Mittags Richtung Eugen-Geck-Straße 10')                  |
| 51               | Hauptbahnhof – Bulach Friedhof – Oberreut Badeniaplatz – Eugen-Geck-Straße                                  | Montags–Freitags | 20′ (nur morgens in der HVZ, und mittags. Durchbindung am Hbf/Eugen-Geck-Straße auf die Linie 50) |
| 52               | Albtalbahnhof – Weiherfeld – Dammerstock                                                                    | täglich ab 21 Uhr Bedienung durch Taxen                                                                              | 20′                                                                                               |
| 53 (ALT)         | Erlenweg – Schloss Rüppurr                                                                                  | ALT-Linie; nur werktags                                                                                              | 60′                                                                                               |
| 54 (ALT)         | Rüppurr Battstraße – Märchenring                                                                            | ALT-Linie; nur werktags                                                                                              | 60′                                                                                               |
| 55               | Hauptbahnhof – Steinhäuserstraße – Weinbrennerplatz – Kühler Krug (– Bannwaldallee)                         | Montags–freitags am Hauptbahnhof verknüpft mit Linie 47; Kühler Krug – Bannwaldallee nur zur HVZ                     | 20′ (HVZ morgens: 5-10´)                                                                          |
| 60               | Entenfang – Grünwinkel – Westbahnhof – Heidenstückersiedlung                                                | Nur montags–freitags, aber nicht zwischen 9 und 12 Uhr, Weiterfahrt als Linie 70                                     | 20′                                                                                               |
| 62               | Entenfang – Grünwinkel – Heidenstückersiedlung – Hauptbahnhof                                               | Weiterfahrt als Linie 70 außerhalb der Verkehrszeit der Linie 60                                                     | 20′                                                                                               |
| 64 (ALT)         | Entenfang – Rheinhafengebiet                                                                                | ALT-Linie; nur montags–freitags; keine ausgewiesenen Haltestellen im Rheinhafengebiet                                | 30′ (nur HVZ)                                                                                     |
| 70               | Heide – Germersheimer Straße – Entenfang                                                                    | Weiterfahrt als Linie 60, außerhalb deren Verkehrszeit als Linie 62                                                  | 20′                                                                                               |
| 71               | Neureut Industriegebiet – Welschneureuter Straße – Heide – Durlacher Tor                                    | Nur werktags | 30′                                                                                               |
| 72               | Neureut (Friedhof -) Bärenweg – Kirchfeld                                                                   | Nur werktags, Bedienung Friedhof nur stündlich                                                                       | 30′                                                                                               |
| 73               | Europaplatz – Linkenheimer Landstraße – Neureut Kirchfeld                                                   | | 20′ (HVZ: 15´)                                                                                    |
| 74               | August-Bebel-Straße – Landauer Straße – Kaiserslauterner Straße – Husarenlager – Knielingen Rheinbergstraße | | 30′ (60′)                                                                                         |
| 75               | Knielingen Rheinbergstraße – Kolbengärten – Knielingen Rheinbergstraße                                      | Bus fährt weiter als Linie 74.                                                                                       | 30′(60′)                                                                                          |
| 83               | Daxlanden – Oberreut Realschule                                                                             | verkehrt nur an Schultagen                                                                                           | einzelne Fahrten                                                                                  |
| 107              | Durlach Bahnhof – Killisfeld – Wolfartsweier – Ettlingen                                                    | Nur werktags | 30′ (zwischen 9 und 13 Uhr: 60′)                                                                  |

1. ↑  angegeben ist der Grundtakt, der montags–freitags angeboten wird.

Der Omnibusfuhrpark der Verkehrsbetriebe Karlsruhe besteht zum Großteil aus Fahrzeugen von Mercedes-Benz. Zwei Überlandbusse des Herstellers Setra fungieren noch als Altbestand und werden vorrangig für angemietete Fahrten, Schulfahrten oder auf dem KIT-Shuttle eingesetzt. 
 Es ist angedacht die zwei Fahrzeuge im Jahr 2018 durch Neufahrzeuge zu Ersetzen. Auf den Buslinien 50 und 51 gibt es einen Tunnel, das „Bulacher Loch“, welcher nur eine Durchfahrtshöhe von 2,7 Metern aufweist.
 1997 beschaffte man hierfür 9 Fahrzeuge des Typs Mercedes-Benz O 405 NKF². Da diese Fahrzeuge keine Klimaanlage besaßen, suchte man ab 2010 neue Fahrzeuge. Mercedes war allerdings nicht bereit auf Basis des Citaro einen flacheren Bus herzustellen. Einziger Hersteller war die Firma MJT aus Ungarn, welche 2012 einen Prototyp herstellte. Jedoch ging die Firma kurz darauf in die Insolvenz, sodass man sich erneut nach neuen Fahrzeugen umschauen musste. Letztendlich meldete sich Solaris mit einem passenden Fahrzeug. Es entstand auf Basis des Solaris Urbino 10,9 LE und wurde etwas flacher gebaut und auf eine Höhe von 2,7 Metern angepasst. Die Klimaanlage wurde im Fahrzeugheck verbaut, sodass der Bus keine Heckscheibe hat und die letzte Sitzreihe fehlt.
| Anzahl | Modell                          | Wagennummer                        | Baujahr   | Art       | Länge      | Türen   | Bemerkung |
| ------ | ------------------------------- | ---------------------------------- | --------- | --------- | ---------- | ------- | --- |
| 8      | Solaris Urbino 10,9 H           | 709–716                            | 2015-2016 | Midibus   | 10,9 Meter | 2 Türen | Euro-VI-Antrieb, geeignet für Bulacher Loch                                                                                             |
| 7      | Mercedes-Benz Citaro Facelift   | 760, 767, 776, 796-799             | 2008-2009 | Solobus   | 12 Meter   | 2 Türen | |
| 4      | Mercedes-Benz Citaro G Facelift | 763, 773–775                       | 2008-2009 | Gelenkbus | 18 Meter   | 3 Türen | |
| 24     | Mercedes-Benz Citaro 2          | 720–723, 733-744, 748-752, 778-780 | 2014-2021 | Solobus   | 12 Meter   | 2 Türen | Euro-VI-Antrieb |
| 5      | Mercedes-Benz Citaro 2          | 728–732                            | 2012      | Solobus   | 12 Meter   | 2 Türen | EEV-Antrieb; mit „Facelift-Heck“ |
| 9      | Mercedes-Benz Citaro 2 G        | 762, 764-766, 790-794              | 2014–2021 | Gelenkbus | 18 Meter   | 3 Türen | Euro-VI-Antrieb |
| 2      | Mercedes-Benz Citaro 2 LE Ü     | 782–783                            | 2018      | Solobus   | 12 Meter   | 2 Türen | Euro-VI-Antrieb |
| 2      | Mercedes-Benz Citaro BZH        | 1064, 1068                         | 2012      | Solobus   | 12 Meter   | 3 Türen | Brennstoffzellen-Hybridantrieb; Eigentümer ist das KIT, deshalb auch Zulassung auf KA-IT 1064 & KA-IT 1068; nur Einsatz auf KIT-Shuttle |
| 6      | MAN Lion’s City 12 E            |                                    | 2025      | Solobus   | 12 Meter   |         | Elektrobus, soll Dieselfahrzeuge ersetzen,                                                                                              |
| 6      | MAN Lion’s City 18 E            |                                    | 2025      | Gelenkbus | 18 Meter   |         | Elektrobus, soll Dieselfahrzeuge ersetzen,                                                                                              |

Stand Omnibusfuhrpark: September 2023

## Nachtlinien
Zum 14. Dezember 2008 wurde ein Nachtliniennetz im Stundentakt eingeführt: Der öffentliche Nahverkehr wurde im Stadtgebiet nun täglich 24 Stunden lang angeboten. Am zentralen Rendezvous-Punkt Marktplatz fahren zur Minute 30 ab: zwei Stadtbahnlinien (S1/S11 und S2), eine Straßenbahnlinie (NL1/NL2, ein gemeinsamer Umlauf des Ostteils der Linie 1 und einem „Kringel“ durch die Kernstadt), vier Nachtbuslinien (NL3/NL4/NL5/NL6) und ein Anrufsammeltaxi (ALT14). Am Endpunkt der NL1 warteten eine weitere Nachtbuslinie (NL6) und drei Anrufsammeltaxis (ALT11, ALT12, ALT13). Der Nachttakt begann seit einer Nachbesserung des Angebots im Frühjahr 2009 um 1:30 Uhr (anfangs 0:30). Der letzte Nachttakt fuhr in den Nächten auf Sams-, Sonn- und Feiertage um 6:30 Uhr (nur in diesen Nächten fahren die Stadtbahnlinien S1/S11 und S2 auch über das Stadtgebiet hinaus), sonst nun um 4:30 Uhr (anfangs 5:30). Der bisherige halbstündliche Nachtverkehr an Wochenenden wurde ebenfalls durch den neuen Stundentakt ersetzt. Nicht in das neue Nachtnetz integriert wurden die Stadtbahnlinien S4 und S5, die ihr bisheriges Nachtangebot aber unverändert weiter fahren. Nach Ende der Sommerferien 2016 wurde der durchgehende Nachtverkehr in den Nächten von Sonntag auf Montag bis von Donnerstag auf Freitag größtenteils wieder eingestellt, zusammen mit einigen anderen Einsparungen.
Mit Eröffnung des Stadtbahntunnels wurde die Struktur des Nachtliniennetzes am 12. Dezember 2021 abgeändert. Hierbei wurden, mit einer Ausnahme, die Buslinien durch Anrufsammeltaxen ersetzt und der zentrale Rendezvous-Punkt am Marktplatz zur halben Stunde aufgelöst. Aktuell gibt es zwei Nightliner-Tramlinien und eine Nightliner-Buslinie, die freitags und samstags verkehren.

## Galerie

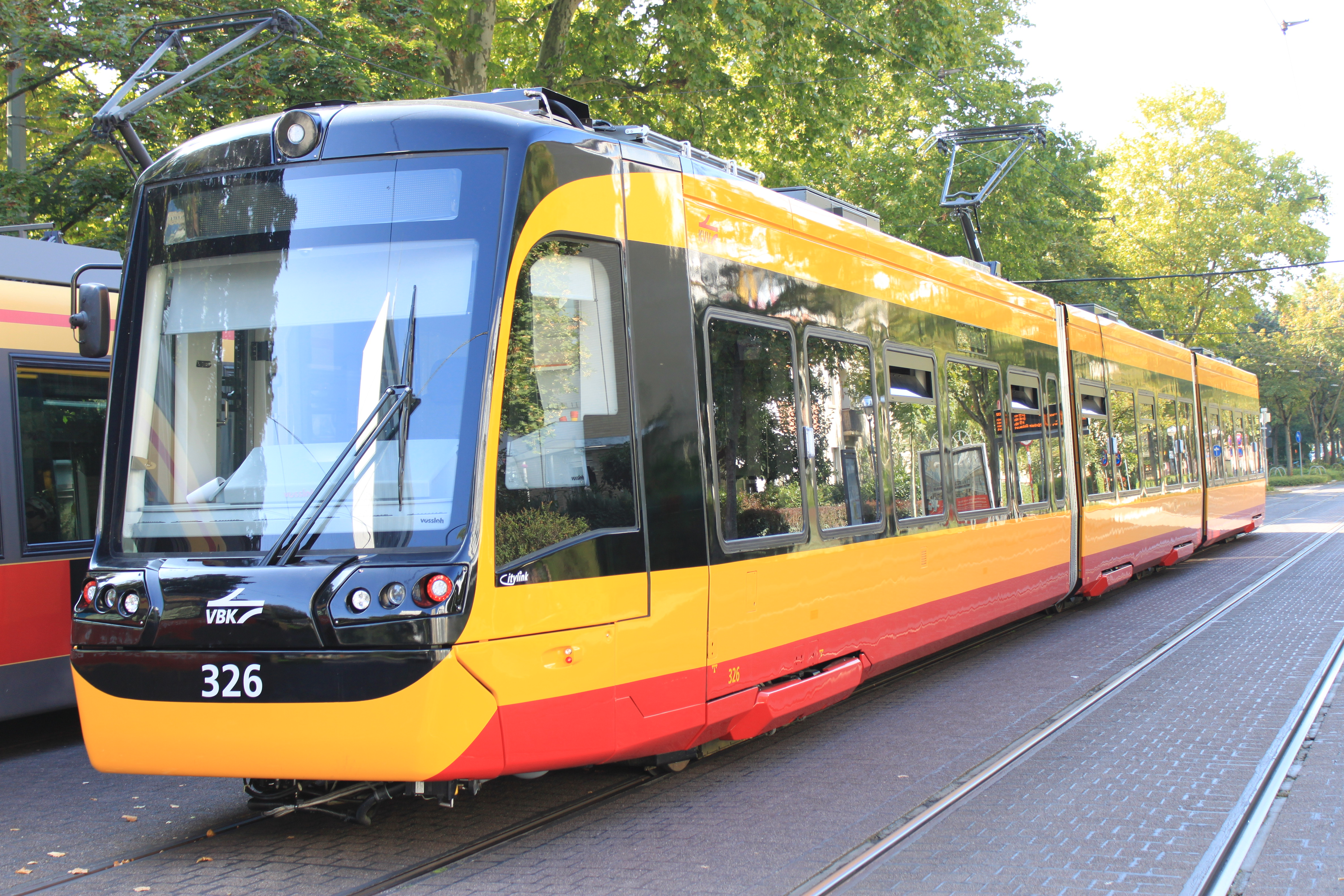
Straßenbahnwagen 326 des Typs NET 2012
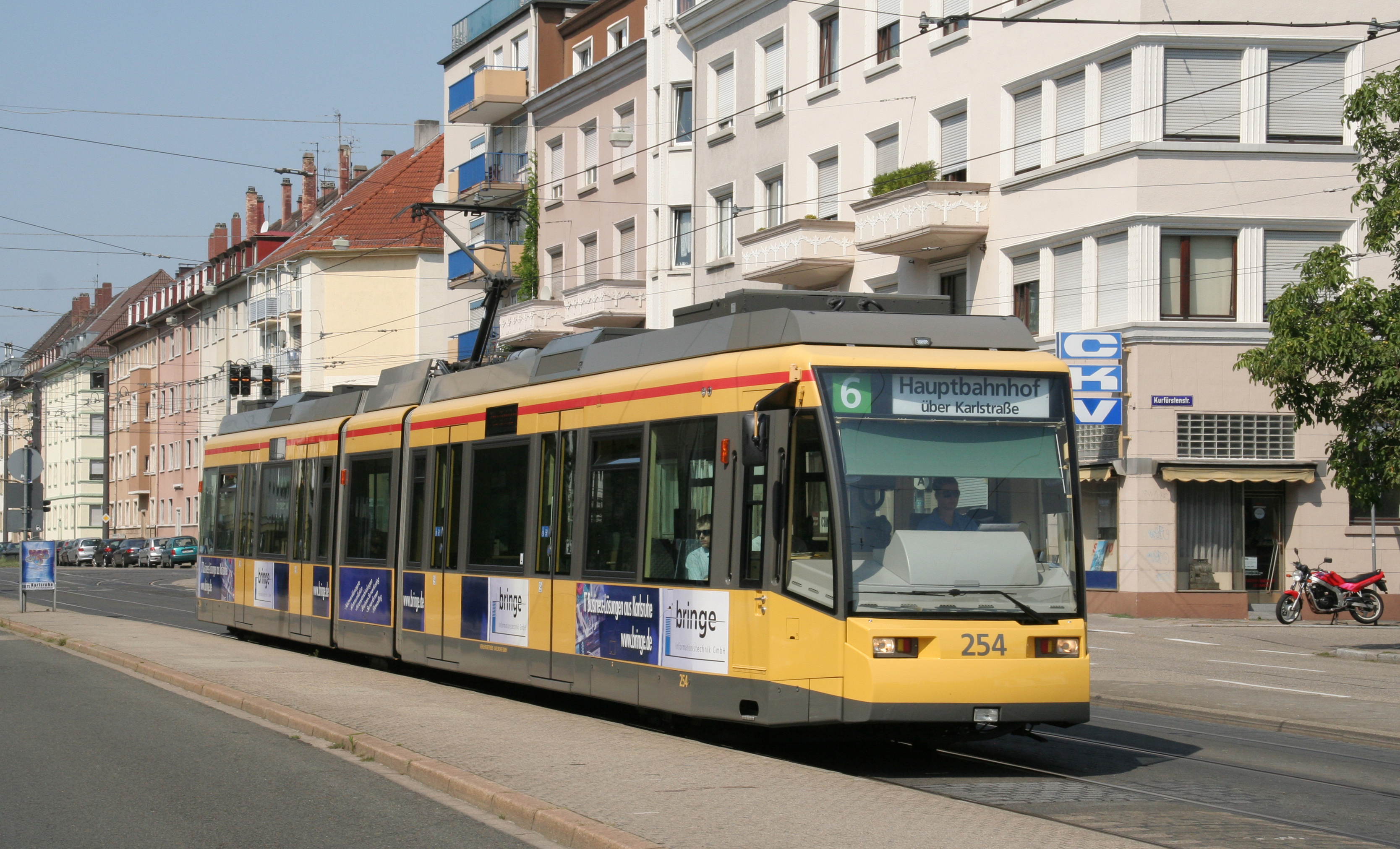
Straßenbahnwagen 254 vom Typ GT6-70D/N
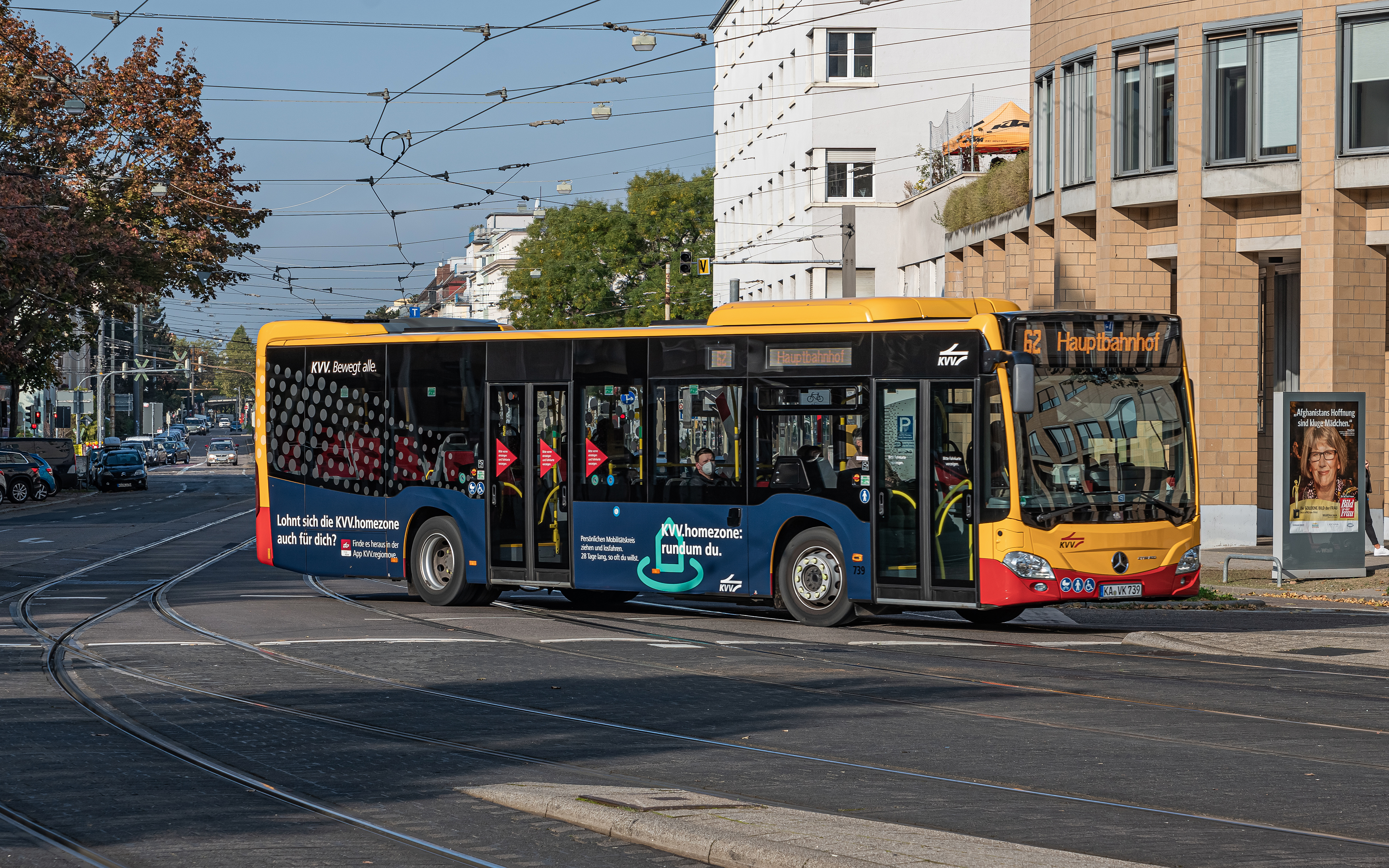
Linienbus 739 des Typs Citaro C2
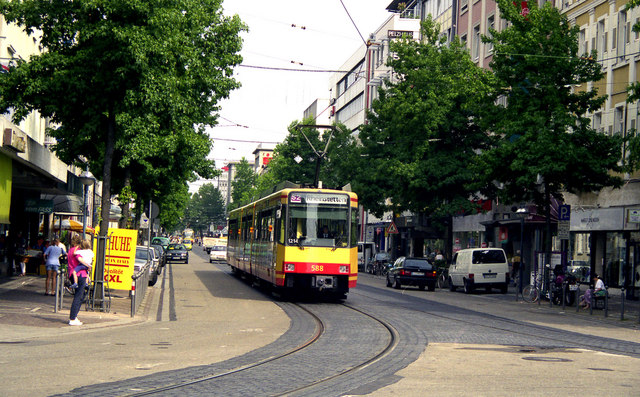
Stadtbahnwagen 588 des Typs GT8-80C